# Cyrtopogon lyratus
Cyrtopogon lyratus är en tvåvingeart som beskrevs av Osten Sacken 1878. Cyrtopogon lyratus ingår i släktet Cyrtopogon och familjen rovflugor. Inga underarter finns listade i Catalogue of Life.